# Georges Boulanger
Georges Ernest Jean Marie Boulanger (29. dubna 1837 Rennes - 30. září 1891 Ixelles, Brusel) byl francouzský generál a politik 90. let 19. století.

## Život
Boulanger byl blízkým přítelem Clemenceaua, ve veřejnosti byl znám jako le Général Revanche. V roce 1886 došlo k jeho jmenování ministrem války a nastartování politiky zvýšení akceschopnosti armády. Veřejná prezentace této strategie přispěla v zimě 1886-1887 k růstu napětí mezi Německem a Francií. Po aféře Schnaebele byl Boulanger z vlády díky tlaku realistů odvolán. Došlo k jeho propuštění z armády a přimknutí k pravici (včetně royalistů), která chtěla prosazení autoritativnějšího politického systému. Boulanger se veřejně angažoval za revizi ústavy, což mu zajistilo oblíbenost a úspěch v doplňovacích volbách v lednu 1889. Boulanger se ovšem neodhodlal k možnému puči s podporou širokých mas po vzoru Ludvíka Bonaparta. V dalších řádných volbách však již nevyhrál. Hlavním důvodem bylo jeho obvinění vládou z přípravy státního převratu. Aby se vyhnul vězení, uprchl do Bruselu ke své milence Marguerite de Bonnemains. Jeho milenka však zemřela na tuberkulózu ve věku 36 let. Dva a půl měsíce po její smrti spáchal Boulanger sebevraždu zastřelením u hrobu Marguerite. Jím vedené politické hnutí, které se nazývá boulangerismus, se krátce na to rozpadlo. Usilovalo především o odvetnou válku proti Německu.